# マット・ヘッジス
マット・ヘッジス（Matt Hedges、1990年4月1日 - ）は、アメリカ合衆国・ニューヨーク州ロチェスター出身のプロサッカー選手。元サッカーアメリカ合衆国代表。トロントFC所属。ポジションはDF。

## 経歴

### 初期
2008年にバトラー大学に入学。2011年、ノースカロライナ大学チャペルヒル校に転入。この間それぞれのサッカー部でプレーする傍ら、デベロップメントリーグのレディング・ユナイテッドACにも所属した。

### クラブ
2012年のMLSスーパードラフトで、1巡目（全体11人目）にFCダラスに指名された。4月5日のニューイングランド・レボリューション戦でプロデビュー。
2022年12月、トロントFCと2年契約を結んだ。

### 代表
2015年2月8日、パナマ代表とのフレンドリーマッチでアメリカ合衆国代表デビュー。

## タイトル
ノースカロライナ大学
- NCAA男子ディビジョンIサッカーチャンピオンシップ: 2011

FCダラス
- USオープンカップ: 2016
- サポーターズ・シールド: 2016

アメリカ合衆国代表
- CONCACAFゴールドカップ: 2017

個人
- MLS年間ベストイレブン: 2015, 2016